# 莫哈末阿里鲁斯旦
敦莫哈末阿里（1949年8月24日—），马来西亚政治人物、巫统党员、第七任（现任）马六甲州元首。他曾于1999年到2013年担任马六甲首席部长。此外，也曾在第四任首相马哈迪·莫哈末执政时期先后出任交通部副部长以及卫生部副部长。

## 荣誉

### 国内
- 马来西亚 :
  -  联邦王冠效忠领袖勋章 (PSM) – 丹斯里 (2014)[3]
  -  护国玛哈拉惹勋章 (SMN) – 敦 (2020)[4]
- 马六甲 :
  -  社会贡献奖章 (PBM) (1982)
  -  马六甲表扬勋章 (DSM) – 准拿督
  -  马六甲荣誉勋章 (DMSM) – 拿督 (1989)
  -  马六甲卓越勋章 (DCSM) – 拿督威拉 (1995)
  -  马六甲辉煌勋章 (DGSM) – 拿督斯里 (2001)
  -  马六甲乌达玛勋章 (DUNM) – 拿督斯里乌达玛 (2020)
  -  马六甲元首忠诚勋章 (SPSM) – 斯里斯迪亚 (2020)[5][6]
- 沙巴 :
  -  神山领袖勋章 (SPDK) – 拿督斯里邦里玛 (2005)[7]
- 聯邦直轄區 :
  -  联邦直辖区乌达玛勋章 (SUMW) – 拿督斯里乌达玛 (2021)[8][9]
- 檳城 :
  -  槟城护国乌达玛勋章 (DUPN) – 拿督斯里乌达玛 (2021)[10]

### 荣誉学位
- 马来西亚 :
  - 马来西亚马六甲技术大学荣誉博士学位 (2003)[11]
  - 多媒体大学荣誉管理学博士学位 (2011)[12]